# Turdus grayi
Turdus grayi е вид птица от семейство Turdidae.

## Разпространение
Видът е разпространен в Белиз, Гватемала, Колумбия, Коста Рика, Мексико, Никарагуа, Панама, Салвадор, САЩ и Хондурас.